# Adolfo Celi
Adolfo Celi (n. 27 iulie 1922, Messina, Italia – d. 19 februarie 1986, Siena, Toscana, Italia) a fost un actor și regizor italian de film.

## Filmografie
- 1964 Omul din Rio (L'Homme de Rio), regia Philippe de Broca
- 1965 Expresul colonelului von Ryan (Von Ryan's Express), regia Mark Robson
- 1966 El Greco, regia Luciano Salce
- 1966 Marele premiu (Grand Prix), regia John Frankenheimer
- 1972 Fratele soare, sora luna (Fratello sole, sorella luna), regia Franco Zeffirelli
- 1973 Ultimele zece zile ale lui Hitler (Hitler: The Last Ten Days), regia Ennio De Concini
- 1974 Zece negri mititei (Ten Little Indians), regia Peter Collinson
- 1974 Vânzătorul de baloane (Il venditore di palloncini), regia Mario Gariazzo
- 1975 Libera, dragostea mea (Libera, amore mio...), regia Mauro Bolognini
- 1976 Sandokan – Tigrul Malaeziei (Sandokan), regia Sergio Sollima
- 1976 Virginitate (Come una rosa al naso), regia Franco Rossi
- 1977 Sandokan rebelul (La tigre è ancora viva: Sandokan alla riscossa!), regia Sergio Sollima
- 1980 Café Express, regia Nanni Loy

## Legături externe
- Adolfo Celi la Internet Movie Database